# Підгорне (Маканчинський район)
Підго́рне (каз. Подгорное) — село у складі Маканчинського району Абайської області Казахстану. Входить до складу Акшокинського сільського округу.
Населення — 25 осіб (2021; 63 у 2009, 174 у 1999, 331 у 1989).
Національний склад станом на 1989 рік:
- казахи — 100 %

Станом на 1989 рік село називалось Предгорне.